# Bana (departamento)
Bana é um departamento ou comuna da província de Balé no Burkina Faso. A sua capital é a cidade de Bana.
Em 1 de julho de 2018 tinha uma população estimada em 18181 habitantes.